# Režanci
Režanci (en italien : Resanci) est une localité de Croatie située en Istrie, dans la municipalité de Svetvinčenat, dans le comitat d'Istrie. En 2001, la localité comptait 231 habitants.

## Démographie
| 1948 | 1953 | 1961 | 1971 | 1981 | 1991 | 2001 |
| ---- | ---- | ---- | ---- | ---- | ---- | ---- |
| 372  | 363  | 312  | 242  | 198  | 219  | 231  |